# Beaverhill Lake
Beaverhill Lake är en sjö i Kanada.   Den ligger i provinsen Alberta, i den centrala delen av landet, 2 800 km väster om huvudstaden Ottawa. Beaverhill Lake ligger 664 meter över havet. Arean är 139 kvadratkilometer. Den sträcker sig 19,4 kilometer i nord-sydlig riktning, och 13,3 kilometer i öst-västlig riktning.
Trakten runt Beaverhill Lake består till största delen av jordbruksmark. Trakten runt Beaverhill Lake är nära nog obefolkad, med mindre än två invånare per kvadratkilometer.